# Дунауйварош
Дунауйварош (на унгарски: Dunaújváros) е новопостроен град в Унгария. В превод от унгарски името буквално се превежда като Нов град на Дунав. Подобно на българския Димитровград, той е създаден по време на индустриализацията в Унгария след Втората световна война. Изграден е около съществуващото преди 1950 г. селце Дунапентеле. В периода 1951 – 1961 г. е носил името Сталинварош. Населението му е 44 358 жители (по приблизителна оценка за януари 2018 г.), а площта 52,66 кв. км. Намира се в часова зона UTC+1.
Пощенският му код е 2400, а телефонния 25.